# Mala Vrbica (Kladovo)
Mala Vrbica (srbsky Мала Врбица) je vesnice ve východní části Srbska, administrativně spadající pod opštinu Kladovo. Leží na břehu veletoku Dunaje, blízko zmíněného města Kladova u hranic s Rumunskem, v blízkosti vyvýšené terasy.
Mala Vrbica se rozkládá v lokalitě s názvem Dunavski ključ (meandr Dunaje na hranici Srbska a Rumunska jihovýchodně od Kladova). Nejstarší zmínky o existenci této vesnice pochází z map Temišvárského Banátu z let 1736 a 1783.
Z národnostního hlediska je obyvatelstvo v drtivé většině srbské národnosti (přes 94 %). V roce 2022 zde žilo 473 obyvatel, nicméně vesnice se vylidňuje; roku 1991 čítala Mala Vrbica ještě přes 1155 osob.
Vesnice má minimální občanskou vybavenost, prochází tudy silnice č. 35, která kopíruje tok řeky Dunaje.